# Lutín
Lutín település Csehországban, a Olomouci járásban. Lutín Slatinice, Olšany u Prostějova, Slatinky, Čelechovice na Hané, Luběnice és Hněvotín településekkel határos. Lakosainak száma 3234 fő (2024. január 1.).

## Népesség
A település lakosságának változását az alábbi diagram mutatja:
| Lakosok száma | 772  | 878  | 975  | 1897 | 2459 | 3211 | 3197 | 3273 | 3152 | 3234 |
|               | 1869 | 1890 | 1921 | 1950 | 1980 | 2001 | 2017 | 2019 | 2022 | 2024 |